# Карпич Іван Данилович
Карпич Іван Данилович(? —1690—1727?) (у документах Переяславського полку родина іменувалася Кирпичі, а в документах Прилуцького — Карпичі, але й Карпичі, і Кирпичі мали один спільний корінь) — 1-й осавул полковий переяславський (1714—1725). Полковник переяславський (липень 1721 — листопад 1721, 1722, 1723, нак.). Наявні джерела майже одностайно підтверджують обставини арешту української делегації у Петербурзі. Це сталося 10 листопада 1723 р. при виході царя із церкви, де йому було вручено текст вищезгаданих коломацьких чолобитних. Для ознайомлення із документом Петро зайшов у найближчу кав’ярню «Чотири фрегати». Звідти він повернувся надзвичайно розлютованим і тут же віддав наказ про арешт української старшини на чолі із Полуботком. Отже, окрім самого Полуботка до «російської бастилії» – Петропавлівської фортеці – потрапили генеральна старшина: генеральний писар Семен Савич, генеральний суддя Іван Чарниш та обидва його сини, писар чернігівського полку Іван Янушкевич, козак того ж полку Іван Римша, військовий товариш Стародубського полку Семен Косович, суддя Гадяцького полку Григорій Грабянка, канцеляристи Генеральної військової канцелярії Микола Ханенко та Іван Романович, осавул і наказний – Переяславський полковник Іван Данилович, наказний – Стародубський полковник Петро 
Корецький, бунчуковий товариш Дмитро Володьковський, військовий товариш Василь Биковський. Усього 12 осіб. Інформацію про цю подію містять «Чернігівський літопис» Четвертої редакції, написаний безпосереднім свідком Іваном Янушкевичем, та один із списків «Короткого опису Малоросії» – пам’ятки української історичної думки ХVІІІ ст., упорядником якої виступав представник родини Мировичів, близьких родичів Полуботка. Лише 23 жовтня 1725 р. сенатським указом відпущений в Україну. В 1724 р. переяславський комендант Яковлєв отримав наказ від Рум'янцева описати село чернігівського полковника Полуботка і полкового осавула Кирпича.

## Маєтності
8 квітня 1717 р. він за 26 золотих купив у Корнія Васильовича Паламаренка плац із садом у с. Вовчках. Іван Кирпич отримав універсал гетьмана на право володіння с. Вовчки (1717). До числа його маєтностей входив також степ поблизу Яготина. Влітку 1719 р. полковий осавул Кирпич, бунчуковий товариш Петро Уманець і військовий канцелярист Степан Максимович провели розмежування безбородьківських володіннь з Биківською волостю («между степом Быковской волости и его Безбородки землями граница быть должна от Мокрой Оржицы по могилу …шляхом на Пирятин идучего» Універсалом від 22 серпня 1722 р. йому було надано ґрунти в степу до гори р. Чумгак у Яготинській сотні.Козацька старшина Гетьманщини. Енциклопедія / Кривошея В. В. ; Укр. ін-т нац. пам'яті. — К. : Стилос, 2010. — 791 с.
Дружина міщанина переяславського Степана Коропа Євдокія Матвіївна N (1694—1756 — ?) у 1726 р. продала дідизні, батьківські та частину чоловікових ґрунтів в Переяславі осавулиній полковій Феодорі Стефановій Івановій Даниловичевій за борг 500 золотих.

## Родина
Дружина: Феодора NN (?—1744), в другому шлюбі була за військовим товаришем Андрієм Грабовецьким. 
Син: Федор Данилович (1699-?), був в шведському полоні
Двоюрідний брат: Петро Якимович Горленко. 
Рідна тітка: Мавра Давидівна (?—1720—1758—?) — донька козака Прилуцького полку — була дружиною генерального судді Якима Івановича Горленка (?—бл.1758).